# Trigonuropoda ulugurensis
Trigonuropoda ulugurensis es una especie de arácnido del orden Mesostigmata de la familia Trigonuropodidae.

## Distribución geográfica
Se encuentra en Tanzania.